# Remiz coronatus
El pájaro moscón coronado (Remiz coronatus) es una especie de ave paseriforme de la familia Remizidae que vive en Asia.

## Descripción
El pájaro moscón coronado mide alrededor de 10 cm de largo. Los machos presentan una amplia máscara negra que le cubre la frente y la mayor parte del rostro, que contrasta con su píleo y garganta blanquecinos, mientras que en las hembras esta mancha es negruzca. Su nuca y parte posterior del cuello son grises muy claras y su espalda es de tonos pardos, y sus alas y cola tienen plumas negruzcas y con los bordes claros. Las partes inferiores de su cuerpo son blanquecino anteadas. Su pico es grisáceo y puntiagudo.

## Distribución
El pájaro moscón coronado es un ave migratoria que cría en los bosques de Asia central y las montañas Altái y Sayanes y se desplaza a Asia meridional para pasar el invierno, desde el este de Irán hasta Pakistán y el noroeste de la India, aunque también existen poblaciones reproductoras en el noreste de Irán.

## Reproducción

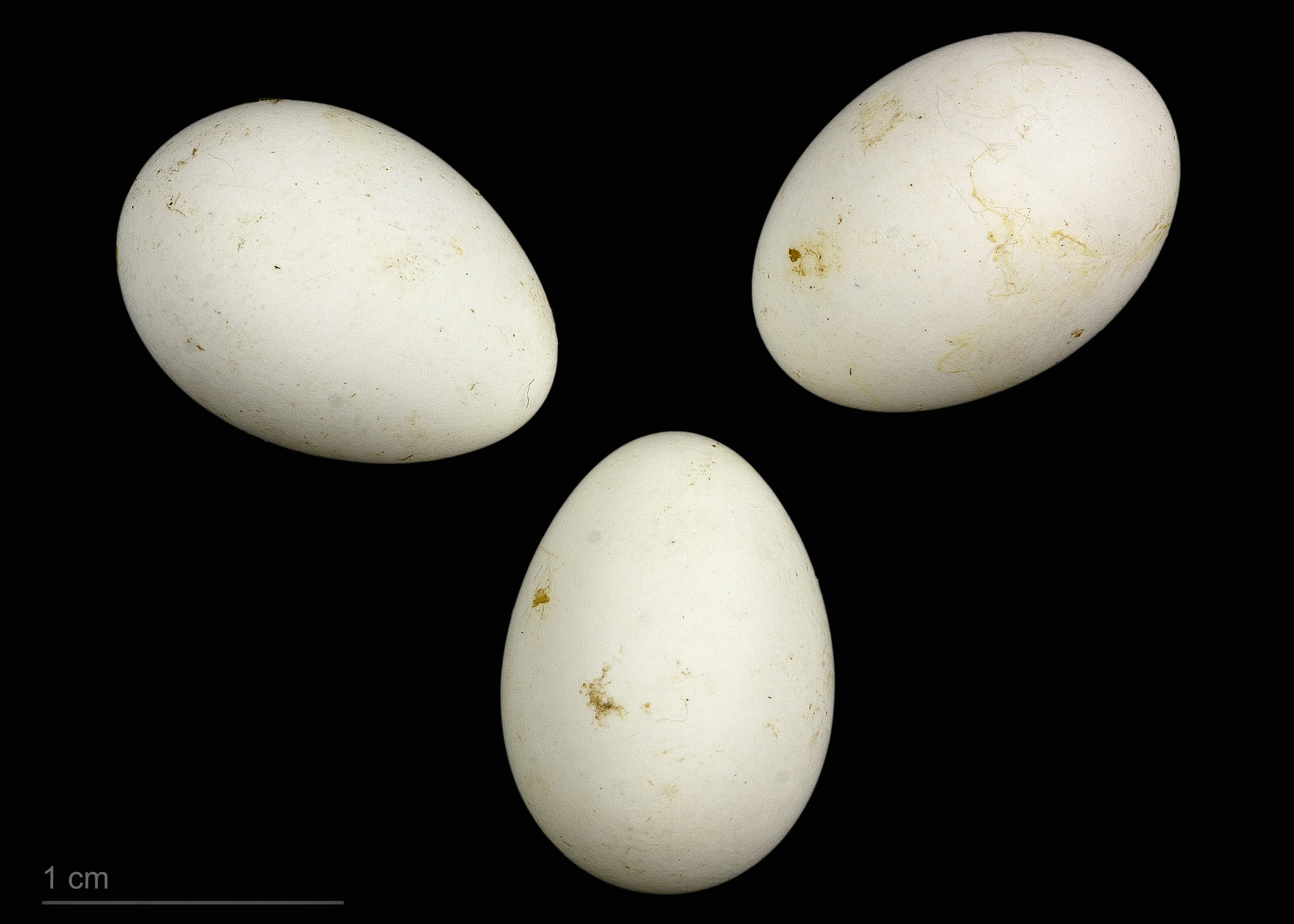
Remiz coronatus - (MHNT)

Construyen grandes nidos cerrados colgando de las ramas, que realizan tejiendo intrincadamente fibras vegetales y mechones de lana de mamíferos. El nido tiene forma de una gran lágrima con tubo lateral inclinado hacia abajo donde en su parte inferior está la entrada.